# SNRPA
SNRPA (англ. Small nuclear ribonucleoprotein polypeptide A) – білок, який кодується однойменним геном, розташованим у людей на короткому плечі 19-ї хромосоми. Довжина поліпептидного ланцюга білка становить 282 амінокислот, а молекулярна маса — 31 280.
| 10         |  | 20         |  | 30         |  | 40         |  | 50         |
| ---------- |  | ---------- |  | ---------- |  | ---------- |  | ---------- |
| MAVPETRPNH |  | TIYINNLNEK |  | IKKDELKKSL |  | YAIFSQFGQI |  | LDILVSRSLK |
| MRGQAFVIFK |  | EVSSATNALR |  | SMQGFPFYDK |  | PMRIQYAKTD |  | SDIIAKMKGT |
| FVERDRKREK |  | RKPKSQETPA |  | TKKAVQGGGA |  | TPVVGAVQGP |  | VPGMPPMTQA |
| PRIMHHMPGQ |  | PPYMPPPGMI |  | PPPGLAPGQI |  | PPGAMPPQQL |  | MPGQMPPAQP |
| LSENPPNHIL |  | FLTNLPEETN |  | ELMLSMLFNQ |  | FPGFKEVRLV |  | PGRHDIAFVE |
| FDNEVQAGAA |  | RDALQGFKIT |  | QNNAMKISFA |  | KK         |  |            |

A: Аланін

D: Аспарагінова кислота

E: Глутамінова кислота

F: Фенілаланін

G: Гліцин

H: Гістидин

I: Ізолейцин

K: Лізин

L: Лейцин

M: Метіонін

N: Аспарагін

P: Пролін

Q: Глутамін

R: Аргінін

S: Серин

T: Треонін

V: Валін

Кодований геном білок за функціями належить до рибонуклеопротеїнів, фосфопротеїнів. 
Задіяний у таких біологічних процесах, як процесинг мРНК, сплайсинг мРНК, ацетилювання. 
Білок має сайт для зв'язування з РНК. 
Локалізований у ядрі.